# 조승희 (희극인)
조승희(趙昇姬, 1983년 2월 2일 ~ )는 대한민국의 희극 배우다.

## 학력
- 자유고등학교 (졸업)
- 전남대학교 수학과, 신문방송학과 (졸업)

## 작품활동
- 개그콘서트 (KBS)
  - <핑크레이디>
  - <어제온 관객 오늘 또 왔네>
  - <순정만화>
  - <불편한 진실>
  - <아빠와 아들>
  - <지구를 지켜라>
  - <군대 온 걸>
  - <후궁뎐;꽃들의 전쟁>
  - <멘탈 甲>
  - <나 혼자 남자다>
  - <10년 후>
  - <이.개.세 (이 개그맨들이 사는 세상)>
  - <라스트 헬스보이>
  - <민상토론>
  - <테러블 메이커>
- 여자를 몰라 (SBS)

## 공연
- 아메리카노

## 같이 보기
- 김장군
- 권재관